# Dolichopeza (Nesopeza) perpulchra
Dolichopeza (Nesopeza) perpulchra is een tweevleugelige uit de familie langpootmuggen (Tipulidae). De soort komt voor in het Oriëntaals gebied.